# 株洲建设雅马哈摩托车
株洲建設雅馬哈摩托車有限公司，山葉發動機和重慶建設摩托車合營公司，总部位于中国湖南株洲，是在1993年成立。
其主要業務生產及研发摩托車產品等。

## 品牌
“凌鹰”、“巧格”、“丽鹰”、“悦鹰”、“巡鹰”、“迅鹰”、“尚领”等品牌。